# Còrdas (Tarn i Garona)
Còrdas (en francès Cordes-Tolosannes) és un municipi francès situat al departament de Tarn i Garona i a la regió d'Occitània.

## Demografia
| 1962                                       | 1968 | 1975 | 1982 | 1990 | 1999 | 2007 |
| ------------------------------------------ | ---- | ---- | ---- | ---- | ---- | ---- |
| 351                                        | 351  | 316  | 292  | 249  | 256  | 257  |
| Des de 1962: població sense dobles comptes |      |      |      |      |      |      |

## Administració
| Període   | Identitat         | Partit |
| --------- | ----------------- | ------ |
| 1995-2003 | Christian Salut   |        |
| 2003-2008 | Agnès Beautes     |        |
| 2008-     | Christian Hurreau |        |